# Moulaye Ould Mohamed Laghdaf
Moulaye Ould Mohamed Laghdaf, född 1957 i Néma, är en mauretansk diplomat som utsågs till premiärminister i Mauretanien i augusti 2008.
Han var Mauretaniens ambassadör i Belgien och EU år  2006 innan han utsågs till premiärminister av juntaledaren Muhammed Ould Abdel Aziz den 14 augusti 2008. Hans utnämning kom efter en  statskupp tidigare under månaden.